# Карабулатова, Ирина Советовна
Ирина Советовна Карабулатова (род. 7 октября 1969, с. Володарское, Володарский район, Кокчетавская область, Казахская ССР, СССР) — казахстанский и российский филолог. Доктор филологических наук (2002). Профессор (2006), профессор-исследователь кафедры иностранных языков филологического факультета РУДН (с 2017). Ведущий научный сотрудник лаборатории машинного искусственного интеллекта МФТИ (с 2020).
Область научных интересов: психолингвистика, нейролингвистика, суггестивная лингвистика, лингвофольклористика, межкультурная коммуникация, этнолингвистика, социолингвистика, миграциология, антрополингвистика, ономастика, билингвология, компьютерная лингвистика.
Хобби: оперное пение (драматическое колоратурное сопрано). Национальная академия итальянского бельканто им. Б.Джилли, театр «Парвум» (Алессандрия, Италия). Снялась в эпизодах в художественных фильмах («Ушедшие в туман», 2019, реж. В.Соколова, оперная певица; «Право выбора», 2019). Лауреат I—II Всесоюзных фестивалей народного творчества

## Биография
В своем интервью Ирина Советовна рассказывала: «Мама — психиатр-нарколог, сестра — хирург-гинеколог, брат — врач-рентгенолог. В маме течет украинская и польская кровь — она уроженка Житомирской области. На свет появилась в небольшом городке Ружине, который хранит поэтическую историю. В папе — татарская и казахская. Он был известным в Казахстане акыном. Хорошо пел, импровизировал, обладал харизмой.».
В 1986 году окончила с «серебряной» медалью среднюю школу № 4 им. В. И. Ленина в г. Аркалык.
В 1991 г. — выпускник кафедры русского языка, русское отделение, филологический факультет, Аркалыкский государственный педагогический институт им. И. Алтынсарина.
В 1991—1996 — преподаватель кафедры русского языка Ишимского государственного педагогического института им. П. П. Ершова.
В 1996 г. окончила Международную школу украинистики при Институте языкознания НАН Украины.
В 1996 г. защитила диссертацию на соискание ученой степени кандидата филологических наук на тему: «Гидронимы российского Приишимья», по специальности 10.02.01 — русский язык (научный руководитель — доктор филол.н., проф. Кодухов В. И.), Екатеринбург, УрГПУ.
В 2002 г. — защитила диссертацию на соискание ученой степени доктора филологических наук по специальности 10.02.19 — теория языка на тему: «Русская топонимия в этнопсихолингвистическом аспекте» (Краснодар, КубГУ). Ученая степень доктора филологических наук присуждена решением ВАК РФ в 2003 г.
С 1996 г. на кафедре общего языкознания Тюменского государственного университета.
В 1999—2001 гг. — организатор и куратор филиала Тюменского госуниверситета в г. Петропавловске (Казахстан).
С 2004 г., по совместительству, профессор кафедры английской филологии Кокшетауского государственного университета им. Ш.Уалиханова (Казахстан).
В 2005 г. переведена на должность заместителя директора Института гуманитарных исследований Тюменского государственного университета с совмещением обязанностей заведующей сектором.
В 2006 решением ВАК присуждено ученое звание профессора кафедры общего языкознания.
В 2013—2015 гг. — профессор кафедры общей лингвистики, лингвокультурологии и переводоведения Института филологии и межкультурной коммуникации Казанского (Приволжского) федерального университета.
С 2017 года — в РУДН.

## Награды
2009 г. — Заслуженный деятель культуры Республики Казахстан